# Amusco
Amusco é um município da Espanha na província de Palência, comunidade autónoma de Castela e Leão, de área 78,86 km² com população de 479 habitantes (2007) e densidade populacional de 6,07 hab./km².

## Demografia
| Variação demográfica do município entre 1991 e 2004 | Variação demográfica do município entre 1991 e 2004 | Variação demográfica do município entre 1991 e 2004 | Variação demográfica do município entre 1991 e 2004 |
| --------------------------------------------------- | --------------------------------------------------- | --------------------------------------------------- | --------------------------------------------------- |
| 1991                                                | 1996                                                | 2001                                                | 2004                                                |
| 616                                                 | 618                                                 | 539                                                 | 507                                                 |

## Filhos ilustres
- Juan José Tamayo, teólogo.
- Diego Gómez Manrique, poeta e dramaturgo medieval do século XV.
- Eugenio García Ruiz, político e jornalista democrata espanhol do século XIX.

## Links
- Web Amusco